# Tambourines & Lovers
Tambourines & Lovers är Anders F Rönnbloms 21:a studioalbum. Det släpptes 2011 som en bonusskiva till live-dvd:n Live från välfärden.

## Låtlista
1. "Upp genom landet"
2. "Välfärd"
3. "Tambourines & Lovers"
4. "Bortom himlen"
5. "Åker på nitar"
6. "Gram Parsons lookalike"
7. "Tecken i tiden"
8. "En fågel sjöng för Crazy Horse"
9. "Dom smutsiga barnen"
10. "Poeten och det sista strået"
11. "Nedladdad gud"
12. "Modern Work Song No 9"
13. "The Cred: Shit Suite"
14. "En atombomb föll över Sandhamn"
15. "Förlorad tid"
16. "Sången börjar om"